# Denticolloides hosokawai
Denticolloides hosokawai is een keversoort uit de familie kniptorren (Elateridae). De wetenschappelijke naam van de soort is voor het eerst geldig gepubliceerd in 2000 door Arimoto.